# 아빠를 찾아주세요
《아빠를 찾아주세요》는 한국방송공사 2TV 특집드라마이다.

## 기획 의도
뺑소니 사고로 아내를 잃고 아버지는 폐인이 되는 가정의 슬픈 드라마

## 제작진
- 극본 : 강희연
- 연출 : 이성주

## 출연진
- 김영옥
- 김영애
- 김현균
- 선우은숙
- 손현주
- 장진영
- 조형기